# Templo de San Antonio (Texas)
El Templo de San Antonio, Texas, es uno de los templos construidos y operados por la Iglesia de Jesucristo de los Santos de los Últimos Días, el número 120 construido por la iglesia y el cuarto del estado de Texas, ubicado en la ciudad de San Antonio. Antes del templo de San Antonio, se habían dedicado los templos de Dallas (1984), Houston (2000) y Lubbock (2002) en el estado de Texas, Estados Unidos.

## Construcción
Los planes para la construcción del templo de San Antonio se anunciaron públicamente el 24 de junio de 2001, con lo que sería el cuarto templo mormón del estado de Texas. Tras el anuncio público, la iglesia en ese país buscó un terreno adecuado y la ceremonia de la primera palada tuvo lugar el 29 de marzo de 2003. Antes de la construcción del templo en San Antonio, los fieles de SUD tenían que desplazarse unos 320 km hasta el templo más cercano en Houston para participar en sus ceremonias religiosas.
Hacia el final de la construcción del edificio se preparó una ceremonia en septiembre de 2004 para colocar la estatua del Ángel Moroni bañada en oro sobre el pináculo único del templo. Los jardines proporcionan paisajes  de robles y laureles, así como bloques de pavimento remanentes de la construcción del templo de Nauvoo.
El interior del templo está decorado con madera africana, vitrales y murales que representan la vida de Jesucristo y paisajes típicos de Texas. El uso de los colores en los vitrales sigue el estilo básico del suroeste de Estados Unidos y el motivo en el vitral del pináculo de color índigo con la estrella de Texas hacen de él un templo único entre la uniformidad que predomina en la mayoría de los templos SUD.

## Dedicación
El templo de San Antonio, Texas, fue dedicado para sus actividades eclesiásticas en cuatro sesiones, el 22 de mayo de 2005, por el entonces presidente de la iglesia Gordon B. Hinckley. Con anterioridad a ello, del 16 de abril al 7 de mayo de ese mismo año, la iglesia permitió un recorrido público de las instalaciones y del interior del templo al que asistieron más de 50.000 visitantes. Unos 20.000 miembros de la iglesia e invitados asistieron a la ceremonia de dedicación, que incluye una oración dedicatoria.

## Características
El templo de San Antonio es uno de los primeros templos en volver a incluir el uso de murales para decorar una o más de las salas de ordenanzas utilizadas en la ceremonia de la investidura. Los murales que reflejaban la naturaleza progresiva de la investidura habían sido una característica estándar de cada templo desde los que se construyeron por primera vez en Utah finalizando con el templo de Los Ángeles (California), dedicado en 1956. 
El templo de San Antonio fue construido con las mismas especificaciones de los templos de menor tamaño construidos a fines del siglo XX para llegar a un total de 100 templos para 2000. El primero de tales templos fue el Templo de Monticello (Utah), construido en un pueblo de unos 2 mil habitantes ubicado en la esquina sudeste del estado de Utah. El templo de San Antonio es el número 43 construido con estas especificaciones de menores proporciones alrededor del mundo. Con 1561 metros cuadrados (16 802,5 ft²) de construcción, es el templo de mayor tamaño después del templo de Columbia River entre los templos mileniales de menores proporciones operados por la iglesia SUD a nivel mundial. Cuenta con dos salones para dichas ordenanzas SUD y dos salones de sellamientos matrimoniales. 
El templo de San Antonio, Texas, es utilizado por más de 45.000 miembros repartidos en congregaciones afiliadas a la iglesia en un área que incluye Waco y Brownsville.